# Mistrzostwa Świata w Saneczkarstwie 2013
44. Mistrzostwa świata w saneczkarstwie 2013 odbyły się w dniach 1 - 2 lutego w kanadyjskim Whistler. Rozegrane zostały cztery konkurencje: jedynki kobiet, jedynki mężczyzn, dwójki mężczyzn oraz zawody drużynowe.

## Terminarz
| Data          | Miejscowość | Konkurencja      | Złoto                                                                 | Srebro                                                           | Brąz                                                             |
| ------------- | ----------- | ---------------- | --------------------------------------------------------------------- | ---------------------------------------------------------------- | ---------------------------------------------------------------- |
| 1 lutego 2013 | Whistler    | Jedynki mężczyzn | Felix Loch                                                            | Andi Langenhan                                                   | Johannes Ludwig                                                  |
| 1 lutego 2013 | Whistler    | Dwójki mężczyzn  | Niemcy Tobias Wendl · Tobias Arlt                                     | Niemcy Toni Eggert · Sascha Benecken                             | Austria Andreas Linger · Wolfgang Linger                         |
| 2 lutego 2013 | Whistler    | Jedynki kobiet   | Natalie Geisenberger                                                  | Tatjana Hüfner                                                   | Alex Gough                                                       |
| 2 lutego 2013 | Whistler    | Drużynowe        | Niemcy Natalie Geisenberger · Felix Loch · Tobias Wendl · Tobias Arlt | Kanada Alex Gough · Samuel Edney · Tristan Walker · Justin Snith | Łotwa Elīza Tīruma · Inārs Kivlenieks · Andris Šics · Juris Šics |

## Wyniki

### Jedynki kobiet
- Data / Początek: Sobota 2 lutego 2013

| Medal | Zawodniczka          | Narodowość        | 1. zjazd | 2. zjazd | Czas     | Strata |
| ----- | -------------------- | ----------------- | -------- | -------- | -------- | ------ |
|       | Natalie Geisenberger | Niemcy            | 36.688   | 36.740   | 1:13.428 |        |
|       | Tatjana Hüfner       | Niemcy            | 36.787   | 36.747   | 1:13.534 | +0.106 |
|       | Alex Gough           | Kanada            | 36.788   | 36.758   | 1:13.546 | +0.118 |
| 4.    | Anke Wischnewski     | Niemcy            | 36.812   | 36.846   | 1:13.658 | +0.230 |
| 5.    | Aileen Frisch        | Niemcy            | 36.959   | 36.856   | 1:13.815 | +0.387 |
| 6.    | Erin Hamlin          | Stany Zjednoczone | 36.924   | 36.932   | 1:13.856 | +0.428 |
| 7.    | Kimberley McRae      | Kanada            | 36.977   | 36.962   | 1:13.939 | +0.511 |
| 8.    | Arianne Jones        | Kanada            | 36.964   | 36.985   | 1:13.949 | +0.521 |
| 9.    | Julia Clukey         | Stany Zjednoczone | 36.996   | 36.988   | 1:13.984 | +0.556 |
| 10.   | Elīza Tīruma         | Łotwa             | 36.939   | 37.056   | 1:13.995 | +0.567 |
| ...   | ...                  | ...               | ...      | ...      | ...      | ...    |
| 24.   | Ewa Kuls             | Polska            | 37.338   | [ a ]    | 37.338   |        |

### Jedynki mężczyzn
- Data / Początek: Piątek 1 lutego 2013

| Medal | Zawodnik          | Narodowość        | 1. zjazd | 2. zjazd | Czas     | Strata |
| ----- | ----------------- | ----------------- | -------- | -------- | -------- | ------ |
|       | Felix Loch        | Niemcy            | 48.133   | 48.242   | 1:36.375 |        |
|       | Andi Langenhan    | Niemcy            | 48.316   | 48.434   | 1:36.750 | +0.375 |
|       | Johannes Ludwig   | Niemcy            | 48.338   | 48.437   | 1:36.775 | +0.400 |
| 4.    | David Möller      | Niemcy            | 48.424   | 48.362   | 1:36.78  | +0.411 |
| 5.    | Samuel Edney      | Kanada            | 48.446   | 48.350   | 1:36.796 | +0.421 |
| 6.    | Chris Mazdzer     | Stany Zjednoczone | 48.581   | 48.543   | 1:37.124 | +0.749 |
| 7.    | Albert Diemczenko | Rosja             | 48.578   | 48.552   | 1:37.130 | +0.755 |
| 8.    | Wolfgang Kindl    | Austria           | 48.573   | 48.596   | 1:37.169 | +0.794 |
| 9.    | Inārs Kivlenieks  | Łotwa             | 48.622   | 48.559   | 1:37.181 | +0.806 |
| 10.   | Daniel Pfister    | Austria           | 48.602   | 48.654   | 1:37.256 | +0.881 |
| ...   | ...               | ...               | ...      | ...      | ...      | ...    |
| 30.   | Maciej Kurowski   | Polska            | 49.099   | [ b ]    | 49.099   |        |

### Dwójki mężczyzn
- Data / Początek: Piątek 1 lutego 2013

| Medal | Zawodnicy                            | Narodowość | 1. zjazd | 2. zjazd | Czas     | Strata |
| ----- | ------------------------------------ | ---------- | -------- | -------- | -------- | ------ |
|       | Tobias Wendl Tobias Arlt             | Niemcy     | 36.347   | 36.495   | 1:12.842 |        |
|       | Toni Eggert Sascha Benecken          | Niemcy     | 36.505   | 36.537   | 1:13.042 | +0.200 |
|       | Andreas Linger Wolfgang Linger       | Austria    | 36.591   | 36.677   | 1:13.268 | +0.426 |
| 4.    | Tristan Walker Justin Snith          | Kanada     | 36.674   | 36.672   | 1:13.346 | +0.504 |
| 5.    | Peter Penz Georg Fischler            | Austria    | 36.693   | 36.756   | 1:13.449 | +0.607 |
| 6.    | Andris Šics Juris Šics               | Łotwa      | 36.682   | 36.776   | 1:13.458 | +0.616 |
| 7.    | Christian Oberstolz Patrick Gruber   | Włochy     | 36.694   | 36.810   | 1:13.504 | +0.662 |
| 8.    | Władisław Jużakow Władimir Machnutin | Rosja      | 36.728   | 36.839   | 1:13.567 | +0.725 |
| 9.    | Ludwig Rieder Patrick Rastner        | Włochy     | 36.672   | 36.896   | 1:13.568 | +0.726 |
| 10.   | Oskars Gudramovičs Pēteris Kalniņš   | Łotwa      | 36.774   | 36.815   | 1:13.589 | +0.747 |
| ...   | ...                                  | ...        | ...      | ...      | ...      | ...    |
| 18.   | Patryk Poręba Karol Mikrut           | Polska     | 37.267   | 37.433   | 1:14.700 | +1.858 |

### Drużynowe
- Data / Początek: Sobota 2 lutego 2013

| Medal | Zawodnicy                                                                   | Narodowość        | Czas     | Strata |
| ----- | --------------------------------------------------------------------------- | ----------------- | -------- | ------ |
|       | Natalie Geisenberger/Felix Loch/Tobias Wendl/Tobias Arlt                    | Niemcy            | 2:03.826 |        |
|       | Alex Gough/Samuel Edney/Tristan Walker/Justin Snith                         | Kanada            | 2:04.272 | +0.446 |
|       | Elīza Tīruma/Inārs Kivlenieks/Andris Šics/Juris Šics                        | Łotwa             | 2:04.854 | +1.028 |
| 4.    | Nina Reithmayer/Wolfgang Kindl/Andreas Linger/Wolfgang Linger               | Austria           | 2:04.862 | +1.036 |
| 5.    | Erin Hamlin/Chris Mazdzer/Matthew Mortensen/Preston Griffall                | Stany Zjednoczone | 2:04.866 | +1.040 |
| 6.    | Sandra Gasparini/Dominik Fischnaller/Christian Oberstolz/Patrick Gruber     | Włochy            | 2:05.154 | +1.328 |
| 7.    | Aleksandra Rodionowa/Albert Diemczenko/Władisław Jużakow/Władimir Machnutin | Rosja             | 2:05.193 | +1.367 |
| 8.    | Ewa Kuls/Maciej Kurowski/Patryk Poręba/Karol Mikrut                         | Polska            | 2:06.337 | +2.511 |
| 9.    | Viera Gbúrová/Jozef Ninis/Ján Harniš/Branislav Regec                        | Słowacja          | 2:06.829 | +3.003 |
| 10.   | Sung Eun-ryung/Kim Dong-hyeon/Park Jin-yong/Kwon Ju-hyeok                   | Korea Południowa  | 2:11.975 | +8.149 |

## Klasyfikacja medalowa
| Miejsce | Państwo | złoto | srebro | brąz | Razem |
| ------- | ------- | ----- | ------ | ---- | ----- |
| 1.      | Niemcy  | 4     | 3      | 1    | 8     |
| 2.      | Kanada  | 0     | 1      | 1    | 2     |
| 3.      | Austria | 0     | 0      | 1    | 1     |
| 3.      | Łotwa   | 0     | 0      | 1    | 1     |